# ویکترکس
ویکترکس (انگلیسی: Victrex) شرکت صنایع شیمیایی بریتانیایی است، که در سال ۱۹۹۳ تأسیس شد.